# Carnesville
Carnesville és una població dels Estats Units a l'estat de Geòrgia. Segons el cens del 2000 tenia 541 habitants.

## Demografia
Segons el cens del 2000, Carnesville tenia 541 habitants, 197 habitatges, i 131 famílies. La densitat de població era de 85,6 habitants per km².
Dels 197 habitatges en un 26,9% hi vivien nens de menys de 18 anys, en un 45,7% hi vivien parelles casades, en un 18,3% dones solteres, i en un 33% no eren unitats familiars. En el 31,5% dels habitatges hi vivien persones soles el 20,3% de les quals corresponia a persones de 65 anys o més que vivien soles. El nombre mitjà de persones vivint en cada habitatge era de 2,43 i el nombre mitjà de persones que vivien en cada família era de 3,05.
Per edats la població es repartia de la següent manera: un 22,9% tenia menys de 18 anys, un 9,1% entre 18 i 24, un 28,7% entre 25 i 44, un 19,6% de 45 a 60 i un 19,8% 65 anys o més.
L'edat mediana era de 38 anys. Per cada 100 dones de 18 o més anys hi havia 97,6 homes.
La renda mediana per habitatge era de 36.719 $ i la renda mediana per família de 42.188 $. Els homes tenien una renda mediana de 32.500 $ mentre que les dones 20.500 $. La renda per capita de la població era de 14.016 $. Entorn del 13,8% de les famílies i el 17,3% de la població estaven per davall del llindar de pobresa.

## Poblacions més properes
El següent diagrama mostra les poblacions més properes.